# Йерусалимска патриаршия
за еврейския патриархат виж Палестински патриархат
Йерусалимската патриаршия (на гръцки: Πατριαρχείο Ιεροσολύμων; на арабски: كنيسة الروم الأرثوذكس في القدس) най-древната от всички православни църкви.
Неин първи епископ е апостол Яков, брат Господен († ок. 63 г.)
След Юдейската война от 66 – 70 г. е разорена и отстъпва своето първенство на Рим.